# Pavel Kohn
Pavel Kohn (14. října 1929 Praha – 18. června 2017 Figling, Německo) byl židovský autor žijící v Německu, kam v roce 1967 emigroval z rodného Československa. Byl manželem malířky Rut Kohnové, měl tři děti a 8 vnoučat.
Pavel Kohn se narodil v Praze židovským rodičům. Za druhé světové války prošel Terezínem, Osvětimí a Buchenwaldem, holokaust přežil jako jediný z celé své rodiny. V prvních dnech po osvobození se stal účastníkem "akce zámky" (1945-1947): ve státem zkonfiskovaných zámcích Štiřín, Olešovice, Kamenice a Lojovice a penzionu Ládví byly zřízeny ozdravovny, kde se zotavovaly židovské děti vracející se z koncentračních táborů. Později byla "akce zámky" rozšířena i na německé děti z českých internačních táborů.
Po válce se Pavel Kohn rozhodl setrvat v Československu a vystudoval dramaturgii na AMU. Po studiích pracoval jako dramaturg, publicista a překladatel. Na přelomu 50. a 60. let byl z politických důvodů perzekvován, v roce 1967 emigroval s celou svou rodinou do Německa. V letech 1968–1990 pracoval jako redaktor Rádia Svobodná Evropa. Od roku 1989 vydával své publikace i v ČR. Věnoval se i básnické tvorbě. Námětem řady jeho textů se stal život a dílo humanisty Přemysla Pittra. Pavel Kohn byl dlouholetým členem Ediční rady Nadačního fondu Přemysla Pittra a Olgy Fierzové, aktivně se účastnil řady seminářů a konferencí, rád pracoval se studenty a mladými lidmi.
V roce 2021 byla na jeho počest pojmenována ulice Pavla Kohna v Třebíči.

## Dílo
- Samostatné knihy
  - Kohn, Pavel: Můj život nepatří mně: čtení o Přemyslu Pittrovi, Praha, Kalich 1995 (o Přemyslu Pittrovi)
  - Kohn, Pavel: Kolik naděje má smrt: židovské děti z poválečné akce "zámky" vzpomínají, Brno, L. Marek 2000 (o osudech lidí, kteří jako děti přežili holokaust a prošli po válce péčí Přemysla Pittra)
  - Kohn, Pavel: Kolikrát přešel mrak, Praha, Akropolis 2012

- Části sborníků
  - Život ve stínu (o Olze Fierzové) ve sborníku Prager Frauen
  - úryvky vzpomínek publikované ve sborníku Dachauer Hefte